# 天师道
天师道是道教的一个派别，就是原来的五斗米道。五斗米道又称正一道、正一盟威之道，在东汉顺帝时期，由张道陵在四川鹤鸣山（今成都市大邑县北）创立。五斗米道以老子为教主，基本经典是《道德经》，道士能替信徒上章向天神祈願求福。张道陵称“正一盟威道”。
信徒多为贫苦农民，因尊张道陵为天师，所以称“天师道”；天师道在各地分设“祭酒”领导徒众，并设有“义舍”救济贫苦教徒。

## 南北天师道

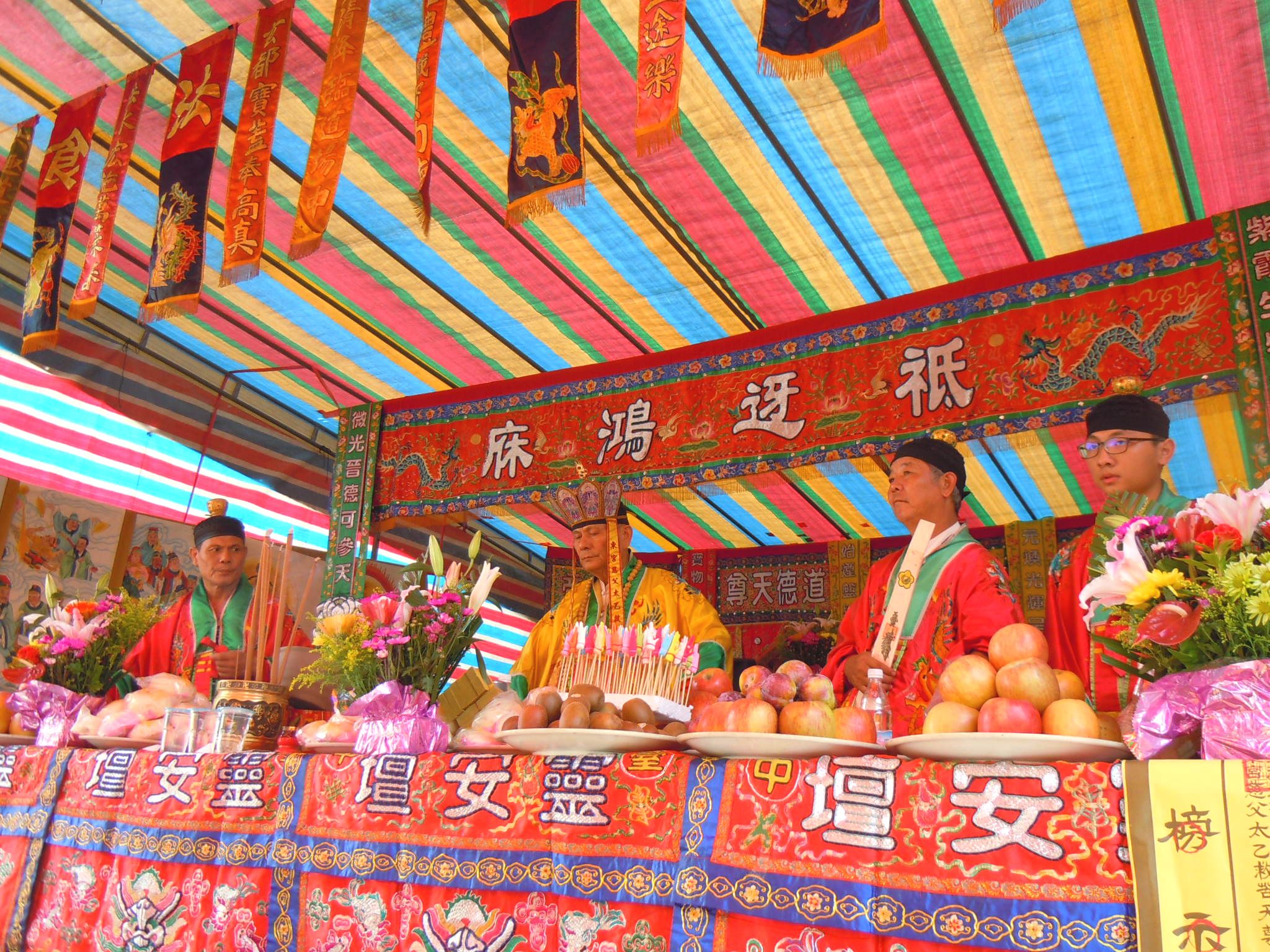
普渡法會科儀

北魏时，嵩山道士寇谦之自称奉太上老君之命，“革新”五斗米道，清整道教張天師派系，创立新天师道。 天师道在寇谦之改革后，他这一脉被称为北天师道或新天师道，另外，繼承葛洪思想的陆修静一脉，则號稱南天师道。
東晉中後期，江南的杜子恭所传的道派也属于天师道一系，影響所及很廣，東晉上下都禮敬他。謝靈運自小被送到杜明師處撫養長大。杜子恭废除了入道者必须交纳五斗米的规定。東晉末年，杜子恭去世後，這一區道徒孙恩、卢循利用五斗米教的群眾基礎發動叛亂，被东晋朝廷镇压，但是五斗米教仍然存在。杜子恭的玄孙杜京的影响力很大，与上清派关系密切。

## 龙虎宗
张道陵一系的天师道自张鲁死后，就传承不明。
元代赵道一撰《历世真仙体道通鉴》称张鲁五子之一的张盛封都亭侯，歷任奉車都尉、散騎侍郎，在西晋永嘉中期，棄官南遊至鄱陽郡結廬。但从建安二十年张鲁与五子受爵至西晋永嘉相距约百年。
后来明朝张正常等撰《汉天师世家》，称建安二十年张鲁降魏后，张盛拒绝了奉車都尉、散騎侍郎及都亭侯官爵，入龙虎山嗣教。
唐代开始出现相关记录。吴武陵的七言律诗《龙虎山》中的“五斗米仙真”。徐锴《茅山道門威儀鄧先生碑》记载北帝派创始人鄧天師的后裔鄧啟霞詣龍虎山接受十九代天師授籙。
到宋真宗时，才有对第二十四代张天师张正随的明确记载。

## 正一道
元朝大德八年（1304年）三十八代張天師張與材，被封為「正一教主」，统领符箓诸派，從此统一為正一道。